# ناحیه لویستوون، شهرستان فولتن، ایلینوی
ناحیه لویستوون (به انگلیسی: Lewistown Township) یک منطقهٔ مسکونی در ایالات متحده آمریکا است که در شهرستان فولتن، ایلینوی واقع شده‌است. ناحیه لویستوون ۱۸۱ متر بالاتر از سطح دریا واقع شده‌است.